# Comanche (häst)
Comanche var en häst av blandad ras som överlevde Slaget vid Little Bighorn under vilket den slogs med Amerikanska Arméns Sjunde Kavalleri under befäl av George Armstrong Custer.

## Biografi
Hästen köptes av Amerikanska armén år 1868 i St. Louis, Missouri varpå den sändes till Fort Leavenworth i Kansas. Hans släkttavla och födelsedatum är båda okända. Kapten Myles Keogh av det Sjunde Kavalleriet gillade hästen och köpte honom som sitt personliga riddjur, ämnad för att ridas enbart i strid. År 1868, medan armén slogs mot Comancherna i Kansas skadades hästen av en pil, men fortsatte bära Keogh vidare i striden. Keogh döpte strax därefter hästen till Comanche för att ära hans mod. Comanche skadades åtskilliga fler gånger, men uppvisade alltid samma tuffhet.
Den 25 juni 1876 red Kapten Keogh Comanche vid Slaget vid Little Bighorn, ledd av George Armstrong Custer. Slaget gick till historien efter att hela den amerikanska styrkan som stred vid slaget miste livet. Amerikanska soldater fann sedan Comanche svårt skadad två dagar efter slaget. Efter att ha blivit transporterad till Fort Abraham Lincoln togs han omhand och återfick till slut sin hälsa. Efter en lång konvalescensperiod pensionerades Comanche.
I juni 1879 sändes Comanche till Fort Meade i South Dakota av det Sjunde Regementet, där han råddes om som en prins fram till 1887. Han togs sedan till Fort Riley i Kansas. Som en särskild ära gjordes han till Andre Befälhavare över Sjunde Kavalleriet. Vid Fort Riley blev han något av ett husdjur, stundtals ledde han parader och avnjöt till och med öl - något han ska ha haft smak för.
Comanche dog av kolik den 7 november 1891, då han var omkring 29 år gammal. Han är en av endast två hästar i Förenta Staternas historia som givits en fullgod militärbegravning.
Hans kvarlevor sändes sedan till University of Kansas och konserverades där, var de än idag kan ses i universitetets naturhistoriska museum. Comanche restorerades av museets konservator Terry Brown år 2005.